# Canal de Itabaca
Canal de Itabaca är ett sund i Ecuador.   Det ligger i provinsen Galápagos, i den västra delen av landet, 1 300 km väster om huvudstaden Quito.